# Laphria hirta
Laphria hirta là một loài ruồi trong họ Asilidae. Laphria hirta được Ricardo miêu tả năm 1913. Loài này phân bố ở miền Australasia.